# 蒋明麟
蒋明麟（1942年1月—），男，汉族，江苏江都人，生于天津，中华人民共和国政治人物，国务院参事，第九、十届全国人大代表，第十一届全国政协委员。

## 生平
2008年，当选第十一届全国政协常务委员，代表无党派人士，分入第十四组。并担任民族和宗教委员会副主任。